# Josef Winkler
Pour les articles homonymes, voir Winkler.

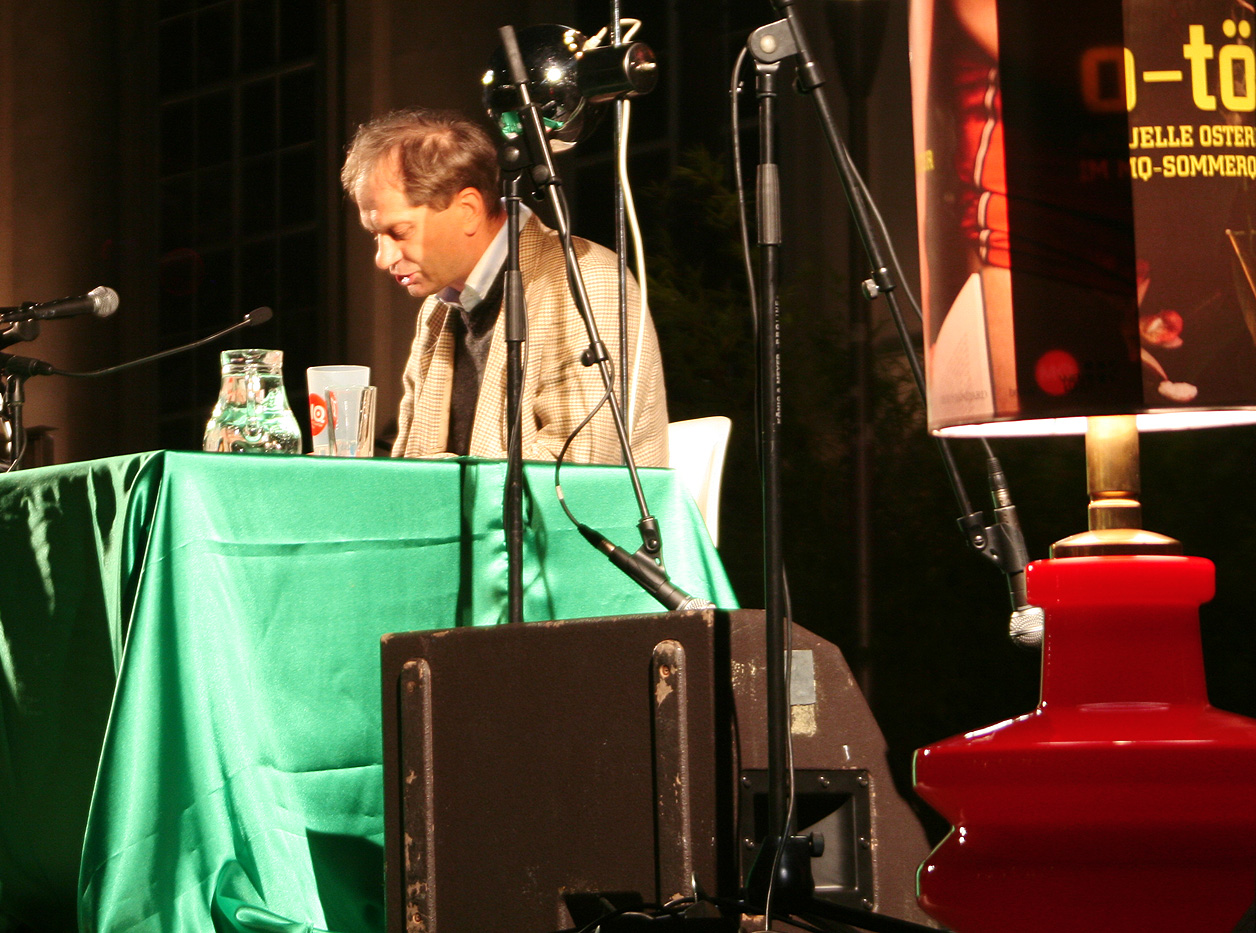
Josef Winkler (Vienne 2007)

Josef Winkler (né le 3 mars 1953 à Paternion en Carinthie) est un écrivain autrichien.

## Biographie
Josef Winkler a grandi en Carinthie dans une famille de paysans. Son village natal constitue le décor principal de ses premiers livres. Il vit aujourd'hui à Klagenfurt. Il fait de nombreux séjours en Italie, notamment à Rome, qui lui inspirent le roman Cimetière des oranges amères et la « nouvelle romaine » Natura morta, ainsi qu'en Inde (Varanasi), qui lui inspire Shmashana et Sur les rives du Gange. Ses voyages l'ont également mené sur les traces de Jean Genet (Paris, Touraine, Maroc) et au Mexique.

De 1973 à 1982, il travailla dans l'administration de l'université des sciences de l'éducation de Klagenfurt.
Josef Winkler organisa alors un Cercle de travail littéraire en collaboration avec Alois Brandstetter et publia une revue littéraire Schreibarbeiten (Travaux écrits).
En 1979 il remporte avec le roman Menschenkind le second prix du prix Ingeborg-Bachmann, le premier étant décerné à Gert Hofmann. Ce livre forme avec les deux suivants Der Ackermann aus Kärnten et Muttersprache la trilogie Das wilde Kärnten.

Le milieu rural de la province autrichienne, le catholicisme et ses rites, la mort, ainsi que l'homosexualité - Winkler décrit le suicide de deux adolescents de son village comme l'élément déclencheur de son écriture -, jouent un rôle important dans ses textes. Winkler décrit, à partir d'expériences personnelles, mais aussi en recourant à des récits de rêves, à des jeux sur les identités et des citations littéraires, la difficulté du marginal dans un milieu patriarcal et marqué par la religion catholique.
Parmi les auteurs qui sont des figures tutélaires de Winkler, Jean Genet (auquel il consacre un livre, Le Livret du pupille Jean Genet), Hans Henny Jahnn, Kafka, Lautréamont, les surréalistes français.
En 2007 est paru le récit Roppongi. Requiem für einen Vater.
Il reçoit en 2008 le grand prix d'État autrichien ainsi que le prix Georg-Büchner, qui lui est remis à Darmstadt en novembre 2008.
En juin 2009, il ouvre, par un discours provocant, le 30e concours littéraire Ingeborg Bachmann à Klagenfurt.

## Œuvres
- Menschenkind, Suhrkamp, 1979
- Der Ackermann aus Kärnten, Suhrkamp, 1980
- Langue maternelle (Muttersprache, Suhrkamp, 1982), traduit de l'allemand par Bernard Banoun, éditions Verdier, 2008, prix de traduction Gérard-de-Nerval 2009, critique par Georges-Arthur Goldschmidt, note de lecture par Laurent Cassagnau.
- L'Ukrainienne (Die Verschleppung, Suhrkamp, 1983), tr. fr. Bernard Banoun,  Verdier, 2022 (critique par Georges-Arthur Goldschmidt dans En attendant Nadeau, critique par Patrick Corneau dans Le Lorgnon mélancolique), prix Laure-Bataillon 2022 pour la traduction française.
- Le Serf (Der Leibeigene, Suhrkamp, 1987), traduit de l'allemand par Éric Dortu, éditions Verdier, 1993
- Cimetière des oranges amères (Friedhof der bitteren Orangen, Suhrkamp, 1990), traduit de l'allemand par Éric Dortu, éditions Verdier, 1998
- Le Livret du pupille Jean Genet (Das Zöglingsheft des Jean Genet), Suhrkamp, 1992, trad. Bernard Banoun, Verdier, 2019, critique par Mathieu Lindon,
- Sur la rive du Gange (Domra, Suhrkamp, 1996), traduit de l'allemand par Éric Dortu, éditions Verdier, 2004, une critique par Claude-Michel Cluny.
- Quand l’heure viendra (Wenn es soweit ist, Suhrkamp, 1998), traduit de l'allemand par Bernard Banoun, éditions Verdier, 2000, prix de traduction André-Gide 2000, critique par Claude-Michel Cluny.
- Shmashana, bilingue, traduction de l'allemand par Éric Dortu, éditions M.E.E.T., 1999[1]
- Natura morta ("nouvelle romaine", Suhrkamp, 2001), traduit de l'allemand par Bernard Banoun, éditions Verdier, 2003, critique par Claude-Michel Cluny,
- Leichnam, seine Familie belauernd, Suhrkamp, 2003
- Requiem pour un père (Roppongi. Requiem für einen Vater, Suhrkamp, 2007), traduit de l'allemand par Bernard Banoun, éditions Verdier, 2013, prix de traduction Amphi, université Lille 3, 2014, critique par Camille Luscher, critique par Martin Hervé.
- Mère et le crayon (Mutter und der Bleistift, Suhrkamp, 2013), traduit de l'allemand par Olivier Le Lay, éditions Verdier, 2015, critique par Georges-Arthur Goldschmidt.
- Le Champ (Lass dich heimgeigen, Vater, oder den Tod ins Herz mir schreibe, Suhrkamp, 2018), traduction de l'allemand et postface de Bernard Banoun, Lagrasse, Verdier, 2024. Entretien avec Frédérique Fanchette pour Libération.

Réédition en volume
- Das wilde Kärnten (Menschenkind, Der Ackermann aus Kärnten, Muttersprache), Suhrkamp, 1995

## Distinctions
Josef Winkler est lauréat de plusieurs prix littéraires et bourses dont :
- Prix des éditeurs du concours Ingeborg-Bachmann 1979
- Prix Anton-Wildgans 1980
- Prix de littérature de Kranichstein 1990
- Stadtschreiber von Bergen 1994/1995
- Prix Bettina von Arnim 1995
- Prix de littérature de Berlin 1996
- Prix Alfred-Döblin 2001, pour Natura morta
- Prix Otto-Stoess 2001
- Prix Franz-Nabl 2005
- Prix Georg-Büchner 2008[2]
- 2009 Docteur honoris causa  Universität Klagenfurt
- 2016/2017 Werkstipendium des Deutschen Literaturfonds
- 2024 Franz-Kafka-Preis
- 2024 Kulturpreis des Landes Kärnten

## Critiques
. Dossier "Josef Winkler" dans la revue Europe 1117 (mai 2022, comprend des textes de: Bernard Banoun, Josef Winkler, Klaus Amann, Adrian Nathan West, Ina Hartwig, Mathieu Riboulet, Catherine Mavrikakis, Clemens J. Setz)